# Francisco García (teologo)

Trattato di tutti i contratti, 1589 (Fondazione Mansutti, Milano).

Francisco García (1525 – 1583) è stato un giurista spagnolo.

## Biografia
Fu membro dell'ordine dei predicatori e docente di teologia nel Convento di Valencia e poi presso l'Università di Terragona. Considerato uno dei principali dottori della scolastica spagnola, le sue opere sono dedicate soprattutto al diritto dei contratti, in particolare il Tratado utilisimo y muy general de todos los contratos quantos en los negocios humanos se suelen ofrecer. L'opera fu pubblicata a Valencia nel 1583 e ristampata due anni dopo. La prima traduzione in italiano è del 1589, ristampata nel 1596 da Pietro Marchetti. Il volume affronta le tematiche del diritto commerciale, con un capitolo intero sull'assicurazione. L'opera ebbe un'influenza notevole sui giuristi dell'epoca, a proposito della teoria del valore e della determinazione dei prezzi, già trattati da Domingo de Soto, Martín de Azpilcueta e Tomás de Mercado.